# Болбуки
Болбуки (Балбуки)— деревня в Себежском районе Псковской области России. Входит в состав Красноармейской волости.

## География
Находится в пределах Прибалтийской низменности, в зоне хвойно-широколиственных лесов у реки Неведрянка.

## История
В 1941—1944 гг. местность находилась под фашистской оккупацией войсками Гитлеровской Германии.

## Население
| 2001 | 2002 | 2010 |
| ---- | ---- | ---- |
| 25   | ↗26  | ↘19  |

### Национальный состав
Согласно результатам переписи 2002 года, в национальной структуре населения русские составляли 92 % от общей численности в 26 чел., из них 11 мужчин, 15 женщин.

## Инфраструктура
Личное подсобное хозяйство.
Основа экономики — сельское хозяйство.

## Транспорт
Деревня доступна автотранспортом. Остановка общественного транспорта «Болбуки».
Автомобильная дорога общего пользования местного значения «Балбуки — Толкачёво»	(идентификационный номер 58-254-830 ОП МП 58Н-103), протяжённостью в 3,7 км.